# Parque de Mugel
El Parque de Mugel (en francés : Parc du Mugel) es un parque municipal jardín botánico de unas 16 hectáreas de extensión, situado en las cercanías de La Ciotat, Francia. 
Está catalogado como « Jardin Remarquable » por el Ministerio de Cultura de Francia. 

## Localización
Se ubica en la costa Mediterránea de Francia entre Marseille y Toulon. 
Parc du Mugel, La Ciotat, Bouches-du-Rhône CP 136004, Provence-Alpes-Côte d'Azur, C-INSE 13028 France-Francia.
Planos y vistas satelitales43°9′53.28″N 5°36′19.44″E / 43.1648000, 5.6054000

## Historia
En 1805 el parque fue dividido en tres propiedades, que fueron reagrupadas en 1870. 
En 1923 la tierra fue comprada por el comerciante de carbón de Marsella Louis Fouquet, que hace de este lugar su segunda residencia y creó el jardín tropical. 
En 1947, la casa y el parque fueron comprados por la familia de Bonzo, que vendió trece hectáreas en 1952 a la ciudad de La Ciotat. 
Treinta años más tarde, es el "Conseil général des Bouches-du-Rhône" quien hace una segunda compra y ampliación de la totalidad de la finca, y en 1982, el parque fue abierto al público. 
En 1997, una colección de plantas suculentas viene a completar los agaves y los cactus ya existentes.

## El Lugar
El parque, de unas 16 hectáreas de tamaño, está situado en el borde del calanque de La Ciotat, una entrada rocosa del mediterráneo, y tiene una pequeña playa en el calanque. Está al pie de una roca masiva, "Le Bec d'Aigle" (español: El Pico del Águila), 155 metros de alto, que abriga el sitio del viento, mientras que el Mar Mediterráneo lo calienta en el invierno, y mantiene la temperatura suave en el verano. 
El Bec d'Aigle está compuesto de una roca sedimentaria de un inusual conglomerado llamado "Pudinga", que se cree pueda ser el remanente de un continente anterior, la masa de la tierra del pirineo-sardo-corso, que ocupó una vez el Mediterráneo. El parque está regado por varios pequeños depósitos, que capturan la lluvia que escurre la roca. 

## El Jardín Tropical
El jardín tropical alberga una treintena de diferentes especies de palmas, además de mimosas, bougainvilleas, bambús, bananas, y otras plantas tropicales. 
También hay un jardín de plantas aromáticas. Un jardín de lavandas está plantado justo debajo de la casa principal.
Una bastide, ocupada por un centro de educación medioambiental domina el parque y ofrece una vista incomparable sobre el golfo de La Ciotat y l'île Verte. Un parque de juegos infantiles completa el conjunto.

## La Reserva de Naturaleza Provenzal
La reserva de naturaleza cubre la ladera escarpada entre el jardín tropical y el "Bec D'Aigle". Se compone de árboles de encinas nativas, y del paisaje tradicional arbustivo, localmente llamado garriga. 
Algunas vistas del "Parc du Mugel".

Detalles
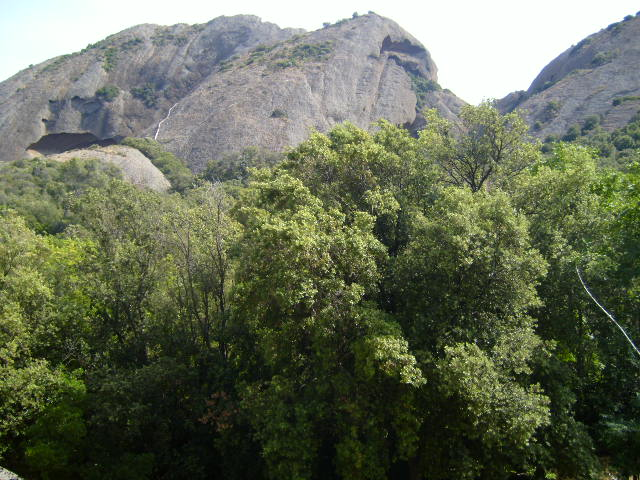
El "Bec D'Aigle", y encinas nativas de Provenza.
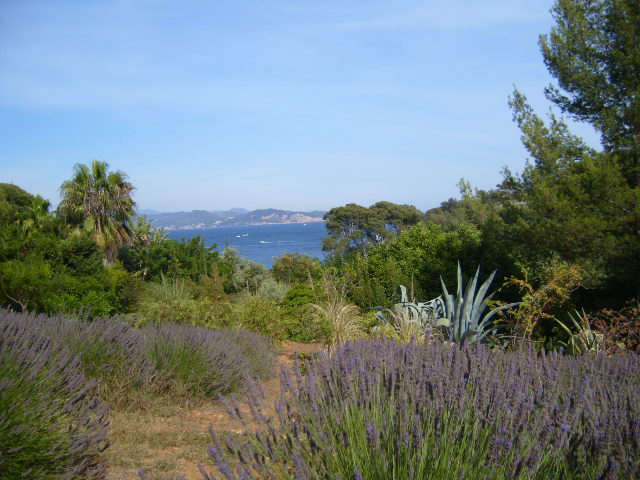
Lavandas, cactus y el jardín tropical.
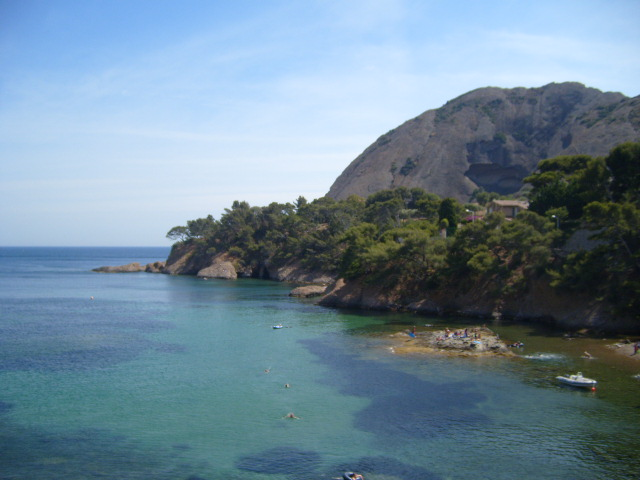
El "Parc du Mugel" visto desde la Calanque.